# ديمتريوس جاكسون
ديمتريوس جاكسون (بالإنجليزية: Demetrius Jackson)‏ مواليد 7 سبتمبر 1994 في ساوث بند، هو لاعب كرة سلة أمريكي. بدأ مسيرته الاحترافية في سنة 2016. تم اختياره من قبل فريق بوسطن سيلتكس خلال الدرافت ويلعب معه في الرابطة الوطنية لكرة السلة كلاعب هجوم خلفي. يحمل الرقم 9. يبلغ طوله 6 قدم 1 بوصة (1.9 م).

## روابط خارجية
- ديمتريوس جاكسون على موقع إن بي أي (الإنجليزية)
- ديمتريوس جاكسون على موقع سبورتس رفرنس (الإنجليزية)
- ديمتريوس جاكسون على موقع الدوري الإسباني لكرة السلة (الإسبانية)
- ديمتريوس جاكسون على موقع كرة السلة الأوروبية.كوم (الإنجليزية)
- ديمتريوس جاكسون على موقع DraftExpress.com (الإنجليزية)
- ديمتريوس جاكسون على موقع إي إس بي إن.كوم (الإنجليزية)
- ديمتريوس جاكسون على موقع كلية كرة السلة في سبورتس رفرنس.كوم (الإنجليزية)
- ديمتريوس جاكسون على موقع ريلجم (الإنجليزية)
- ديمتريوس جاكسون على موقع بروبوليرز (الإنجليزية)
- ديمتريوس جاكسون على موقع سبورتس رفرنس (الإنجليزية)